# Brachyscleroma beckeri
Brachyscleroma beckeri là một loài tò vò trong họ Ichneumonidae.